# سید علی صفوی
سید علی صفوی (زاده ۷ مرداد ۱۳۱۹ شاهین‌شهر - درگذشته ۱۱ مرداد ۱۳۶۲ فکه) سرهنگ ارتش جمهوری اسلامی ایران بود، که در دوران جنگ ایران و عراق، از فرماندهان نیروی زمینی ارتش ایران به‌شمار می‌آمد و فرماندهی لشکر ۱۶ زرهی قزوین را برعهده داشت.
صفوی در سال ۱۳۴۲ وارد دانشگاه افسری نیروی زمینی ارتش شد و از سال ۱۳۴۵ فعالیت رسمی در ارتش شاهنشاهی ایران را آغاز کرد. وی در عملیات‌های ثامن‌الائمه، طریق‌القدس، فتح‌المبین، بیت‌المقدس، رمضان، والفجر ۱ و والفجر ۲ حضوری فعال داشت. صفوی در مرداد ۱۳۶۲ در حال انجام عملیات شناسایی در منطقه فکه، استان خوزستان، بر اثر اصابت ترکش خمپاره درگذشت.

## زندگی‌نامه
سید علی صفوی سهی ۷ مرداد ۱۳۱۹ در روستای سه، از توابع شاهین‌شهر، در استان اصفهان زاده شد. در سال ۱۳۴۲ وارد دانشگاه افسری نیروی زمینی شد و پس از فارغ‌التحصیلی در سال ۱۳۴۵ به‌طور رسمی فعالیت در ارتش شاهنشاهی ایران را آغاز نمود، سپس جهت گذراندن دوره مقدماتی به مرکز پیاده شیراز اعزام شد، که پس از طی دوره رنجری و چتربازی، در سال ۱۳۴۶ گواهی‌نامه دورهٔ نهم مقدماتی زرهی را اخذ نمود. پس از آن به مرکز آموزش ۰۴ بیرجند و بعد از ۳ سال نیز به تیپ همدان از لشکر ۱۶ زرهی قزوین انتقال یافت.

## تحصیلات
- دوره مقدماتی رسته زرهی در دانشگاه افسری نیروی زمینی
- دوره عالی رسته زرهی در دانشگاه افسری نیروی زمینی
- دوره دافوس در دانشگاه فرماندهی و ستاد آجا

## مسئولیت‌ها
صفوی در طول مدت خدمت خود در ارتش، مسئولیت‌هایی چون فرمانده دسته و گروهان تانک، ریاست دژبانی تیپ ۳۱۶ زرهی همدان، فرمانده گروهان ارکان، رئیس رکن سوم گردان ۲۹۳ تانک، فرماندهی گردان ۲۹۳ تانک، فرمانده تیپ ۱ لشکر ۹۲ زرهی اهواز و جانشین لشکر ۱۶ زرهی قزوین را برعهده داشت. وی در سال ۱۳۶۲ پس از طی دوره دافوس در دانشگاه فرماندهی و ستاد آجا، به فرماندهی لشکر ۱۶ زرهی قزوین منصوب شد و تا هنگام درگذشت در مرداد ۱۳۶۲ نیز این سمت را برعهده داشت.
- رئیس دژبانی تیپ ۳۱۶ زرهی همدان
- فرمانده گروهان ارکان
- رئیس رکن سوم گردان ۲۹۳ تانک
- فرمانده گردان ۲۹۳ تانک
- فرمانده تیپ ۱۹۲ زرهی اهواز از لشکر ۹۲ زرهی اهواز
- جانشین فرمانده لشکر ۱۶ زرهی قزوین
- فرمانده لشکر ۱۶ زرهی قزوین[۵]

## جنگ ایران و عراق
علی صفوی سهی، در طول جنگ ایران و عراق در عملیات‌های ثامن‌الائمه، طریق‌القدس، فتح‌المبین، بیت‌المقدس، رمضان، والفجر ۱ و والفجر ۲ حضور فعال داشت.

## درگذشت
علی صفوی در جایگاه فرمانده لشکر ۱۶ زرهی قزوین در تاریخ ۱۱ مرداد ۱۳۶۲ در هنگام انجام عملیات شناسایی، در محلی بنام تپه‌سبز، واقع در منطقهٔ عمومی فکه، مورد اصابت ترکش خمپاره یگان‌های نیروی زمینی عراق قرار گرفت و به‌همراه ۳ نفر از نیروهای تحت امر خود، بنام‌های سرهنگ‌دوم دیوسالار؛ فرمانده گردان، سروان محسن پرویز؛ رئیس رکن سوم گردان و گروهبان‌دوم آرامی؛ سرباز دیده‌بان، کشته شد.